# Colonia San Marcos Cerro Gordo
Colonia San Marcos Cerro Gordo är en ort i Mexiko, tillhörande kommunen San Martín de las Pirámides i delstaten Mexiko. Colonia San Marcos Cerro Gordo ligger på berget Cerro Gordos sluttningar, i den centrala delen av landet och tillhör Mexico Citys storstadsområde. Orten hade 134 invånare vid folkmätningen 2010.